# Des nouvelles de la planète Mars
Des nouvelles de la planète Mars è un film del 2016 diretto da Dominik Moll.